# Banque de Londres et d'Amérique du sud (Maison mère)
Le siège central de la Banque de Londres et d'Amérique du Sud et l'un des principaux exemples de brutalisme en Argentine. Elle fut construite dans les années 1960 pour cette banque. Elle se trouve au centre de l'intersection entre les rues de la Reconquête et Bartolomé Mitre, en plein centre du quartier de San Nicolás, à Buenos Aires.
Dans les années 1990, les bâtiments passèrent aux mains de la Lloyds Bank  puis de la banque Hypothécaire, son propriétaire actuel.

## Introduction
En 1959 eut lieu un concours pour un projet de  siège de la Banque de Londres et d'Amérique du Sud sur un terrain d'angle au cœur de Buenos Aires. 
Les équipes de Clorindo Testa associées à l'entreprise SEPRA, gagnèrent, avec le concours des architectes Santiago Sanchez Elía, Federico Peralta Ramos et Alfredo Agostini. Ils proposèrent un des plans les plus originaux de l'architecture des années 1960 en Argentine.

## Description

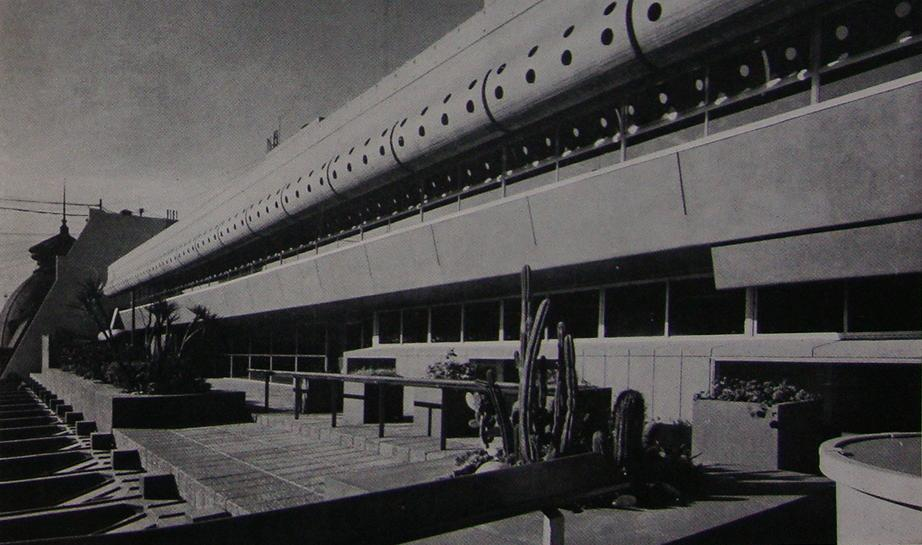
Terrasse du restaurant d'entreprise

L'édifice de la Banque de Londres occupe trois sous-sols et six étages.
Les bâtiments ont une structure rectangulaire en béton armé au centre de la ville.
L'accès principal se fait par l'angle à l'intersection des deux rue, après avoir traversé un espace de transition mis en évidence par un panneau de béton suspendu qui limite l'espace et la vue depuis l'intérieur. 
À l'intérieur, l'espace est divisé en six niveaux suspendus autour du hall central par des câbles d'acier . Ils sont occupés par la banque.
L'ensemble de la structure est dans un espace unique délimité par trois éléments : le bloc du plafond et deux murs mitoyens. Le volume est complété par une colonne périphérique qui soutient le toit et fait office de régulateur de lumière.
Le bâtiment est en béton armé. Les coffrages sont courbes, dentelés et perforés de motifs géométriques.